# Rejon Florești
Rejon Florești – rejon administracyjny w północno-wschodniej Mołdawii.

## Demografia
Liczba ludności w poszczególnych latach:
| 1959  | 1970   | 1979   | 1989   | 2004  | 2014  |
| ----- | ------ | ------ | ------ | ----- | ----- |
| 97939 | 109262 | 104385 | 104680 | 89389 | 88700 |